# Alexandre Mancini
Alexandre Mancini (Belo Horizonte, 8 de maio de 1974) é um artista visual dedicado a azulejaria brasileira.

## Biografia
Nascido e residente em Belo Horizonte (MG) Alexandre Mancini, artista autodidata de origem multiétnica, iniciou em 2006 seu trabalho dedicado a azulejaria brasileira após anos de amplos estudos. Conhecedor da matéria, agiu como pioneiro na renovação desta azulejaria a partir dos anos 2000 ao criar e produzir seus próprios painéis assim como divulgar, no Brasil e no exterior, a rica história de seus predecessores. 
Foi fortemente influenciado por Athos Bulcão quanto a utilização de elementos geométricos simples em livres combinações no espaço destinando, para tanto, a montagem de seus painéis aos operários encarregados do assentamento através de regras mínimas e liberdade máxima. A composição modular aleatória compreendida por Alexandre Mancini o levou a ser formalmente reconhecido como discípulo de Athos Bulcão através da chancela dada pela Fundação que leva o nome do mestre, a Fundação Athos Bulcão, que mantém junto a Mancini uma parceria iniciada em 2012. "A capacidade de Athos Bulcão para sintetizar ideias complexas utilizando elementos geométricos simples é, em minha visão, revolucionária. Além disso, a sensibilidade em integrar esses elementos ao espaço arquitetônico, ou seja, disponível ao olhar de qualquer pessoa, eleva a arte ao seu estado democrático pleno", diz Mancini. 
Artista de essência concreta desenvolve também painéis de caráter abstrato geométrico onde a obra não é mais formada pelas partes, mas sim pelo todo, ou seja, através de composições integrais e plenas, resgatando outras lições da azulejaria brasileira. Considerando a geometria como linguagem universal compreende que a arte azulejar deve se integrar a arquitetura, de forma funcional ou como protagonista, assim como ser objeto de coleção. Segundo o arquiteto Pedro Morais "seu trabalho é exemplar na valorização e resgate do azulejo como suporte perene para obras públicas".
Ao longo de sua carreira Alexandre Mancini criou e executou inúmeros painéis de azulejos, que somam mais de 2.000m² de obras únicas e assinadas, encontradas em cidades em todo o Brasil com destaque para Belo Horizonte, sua cidade natal, como os seis painéis na Praça da Pampulha, localizada junto ao complexo arquitetônico da região, no Edifício Sede do Sebrae/MG (2014) e na Sede do Clube Atlético Mineiro (2012-2014). Mancini foi autor de um dos pôsteres oficiais das Olimpíadas Rio 2016 e em 2013 realizou o experimento musical / azulejar intitulado Tempestade Triângulos junto ao  jazzista norte-americano Jimmy Duchowny. Em 2014 realizou palestras em Portugal (Faculdade de Belas Artes da Universidade de Lisboa e na Escola Superior de Arte e Design de Caldas da Rainha) na tentativa de aproximar o diálogo e as experiências entre as duas tradições azulejares.

## Galeria

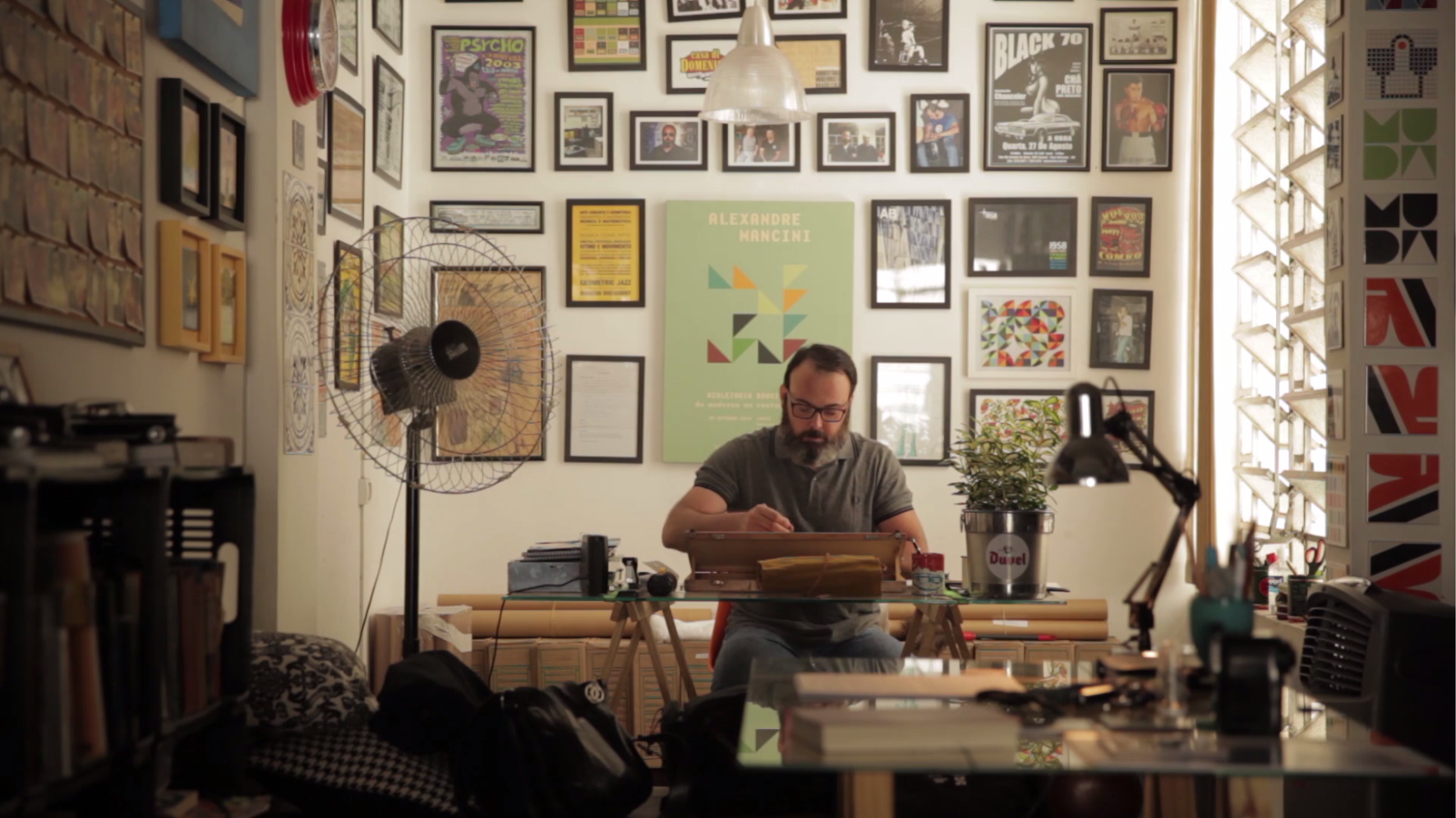
Alexandre Mancini em seu escritório de criação
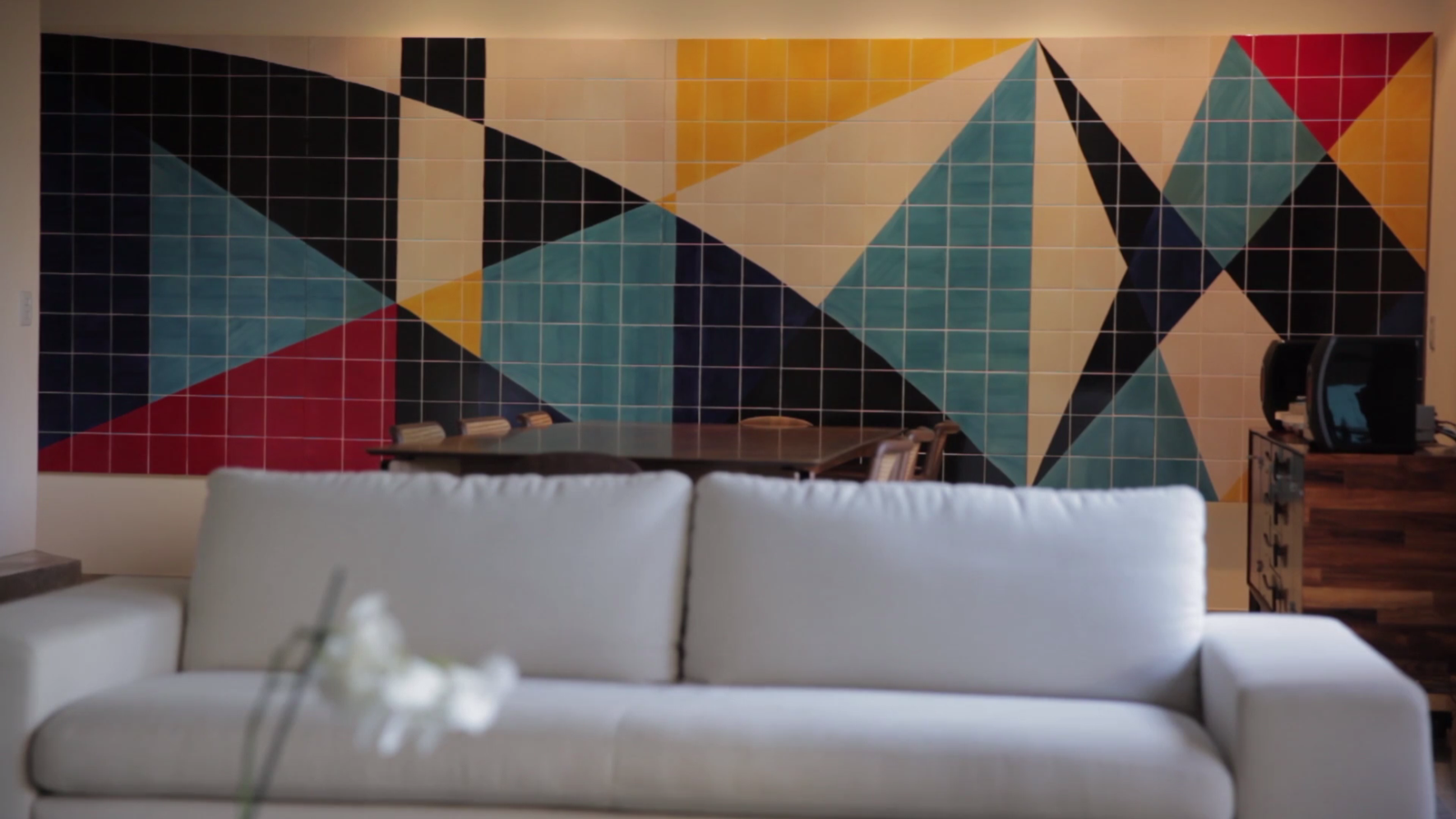
Painel de Alexandre Mancini em Belo Horizonte - MG
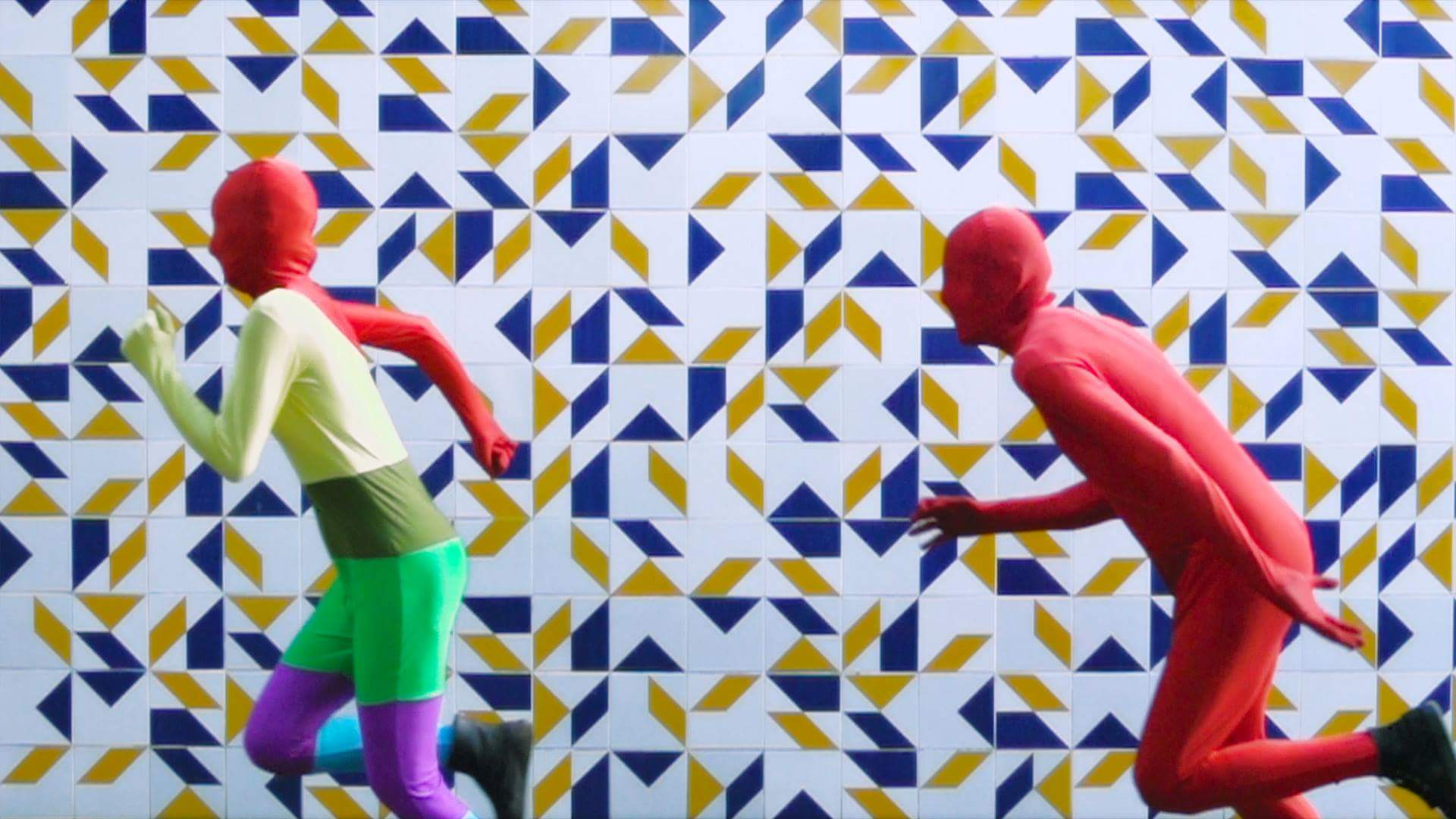
Painel de azulejos de Alexandre Mancini em Brumadinho - MG
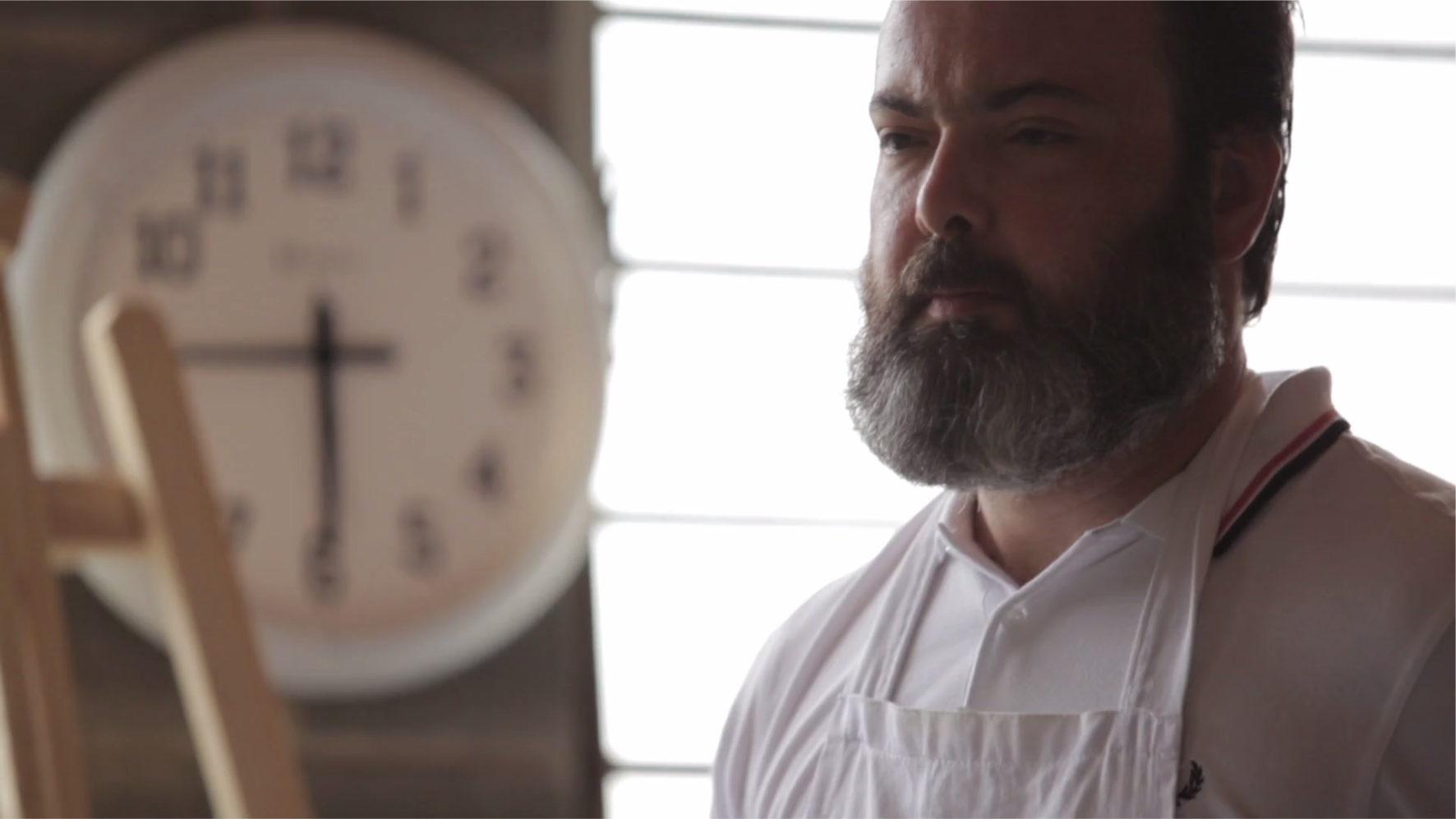
Alexandre Mancini em seu ateliê
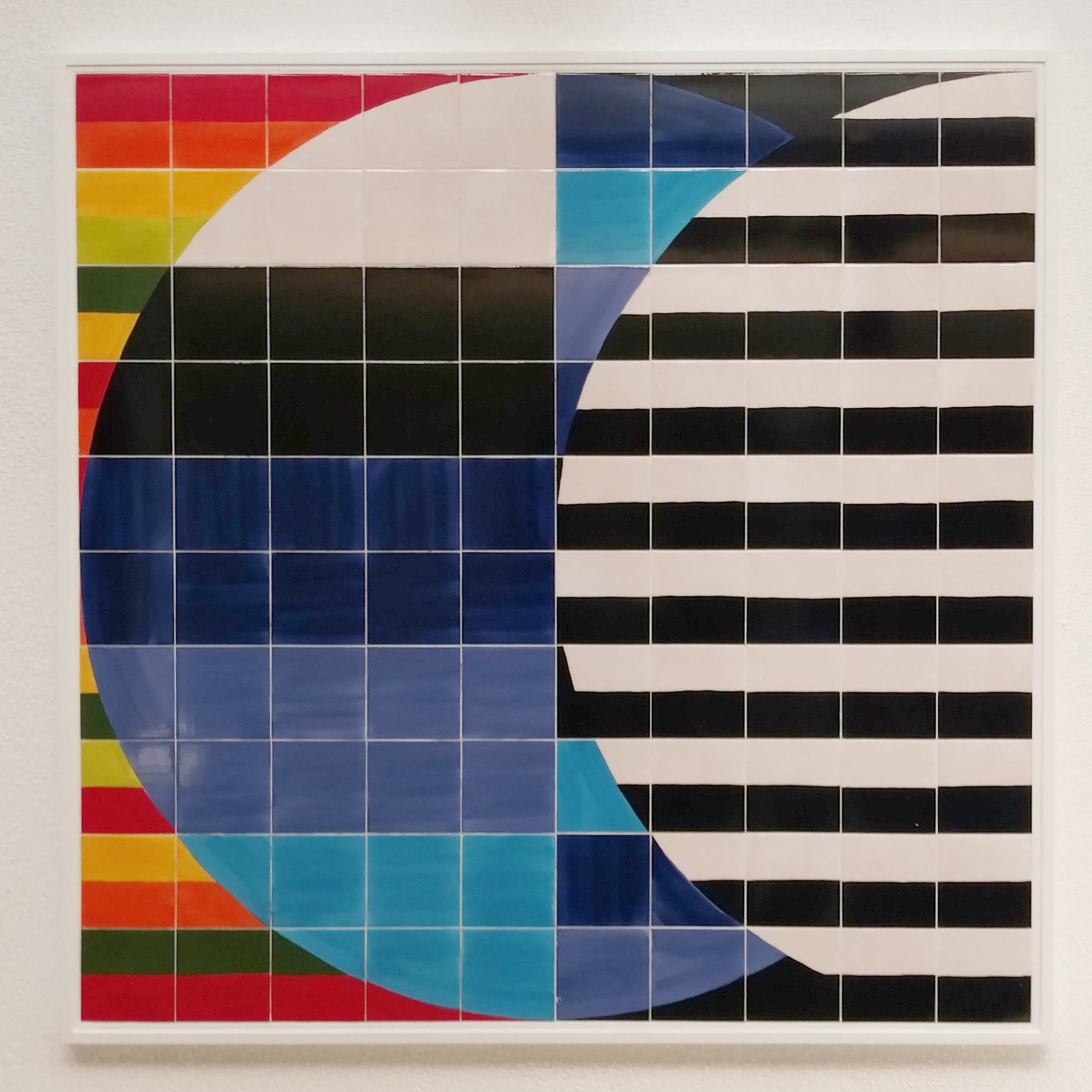
Painel de Alexandre Mancini
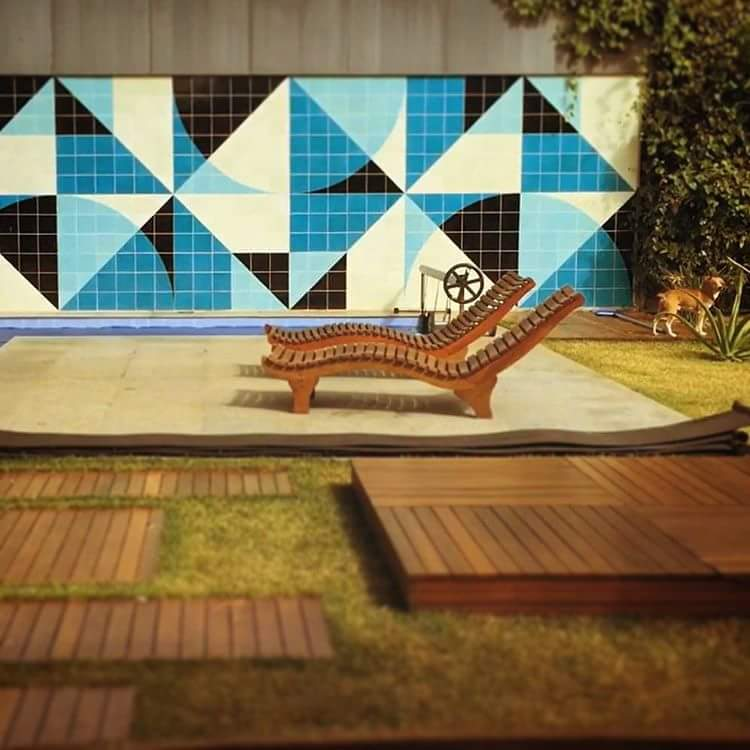
Painel de Alexandre Mancini em Brasília
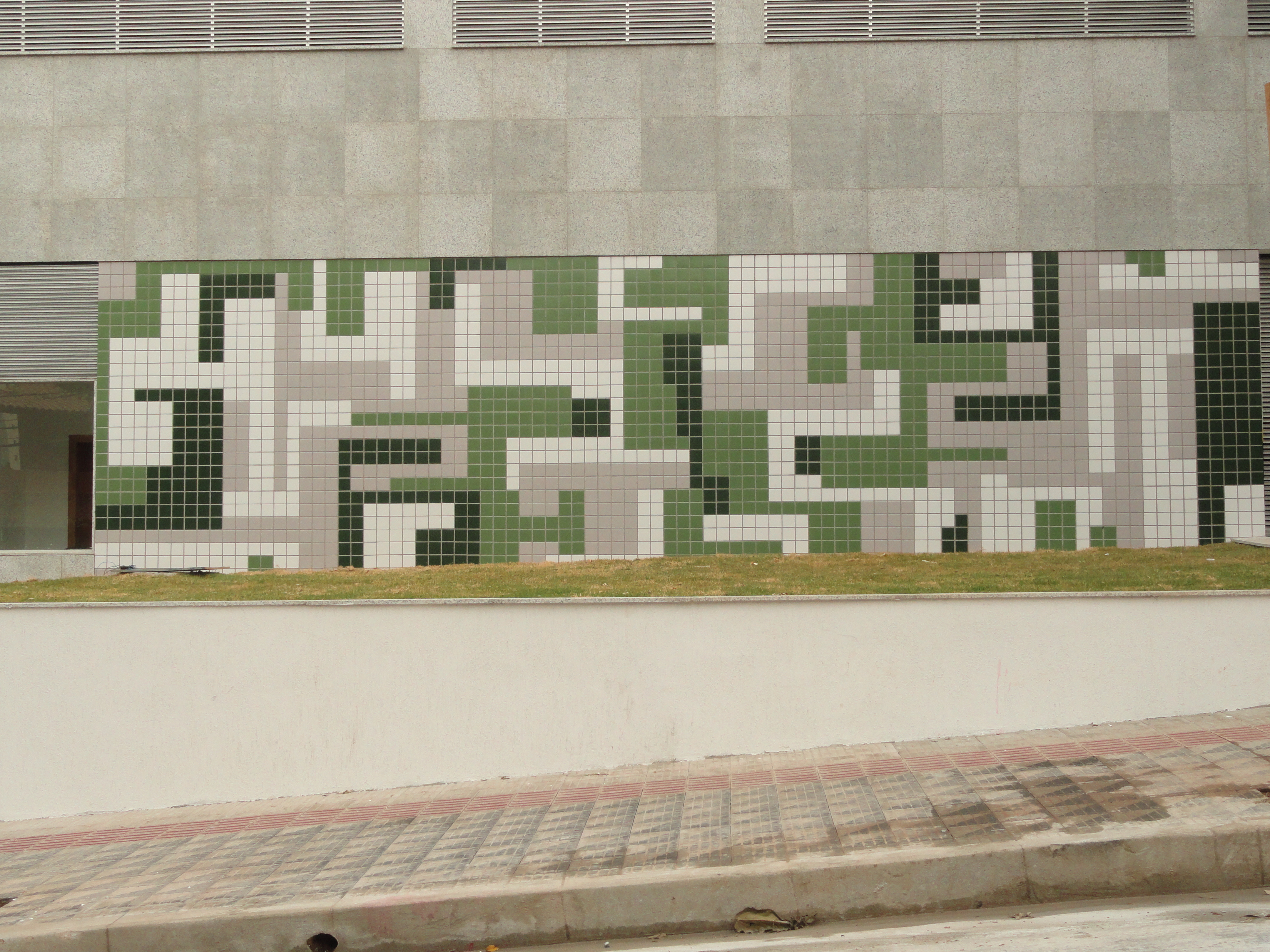
Painel de Alexandre Mancini
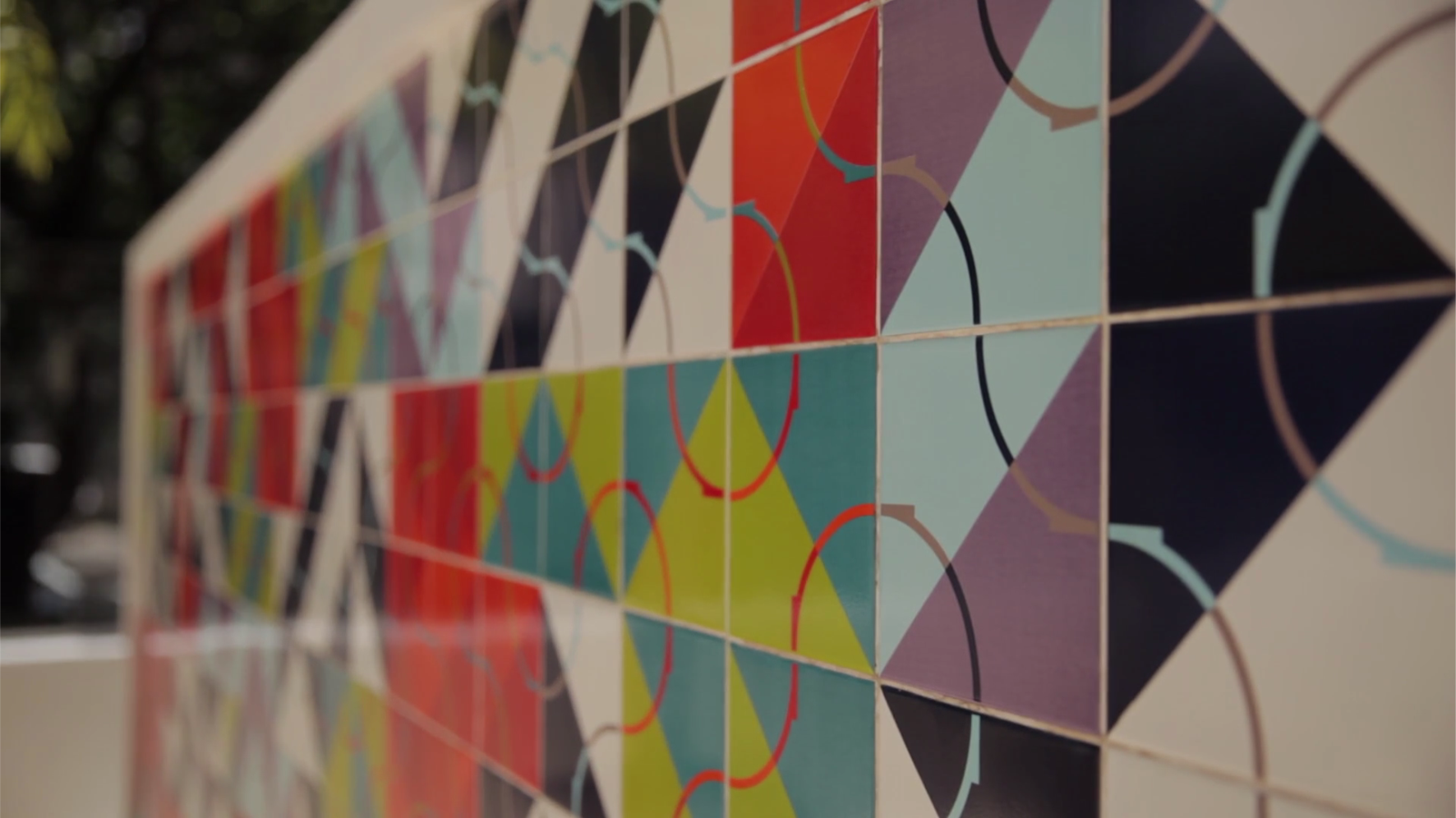
Painel de azulejos de Alexandre Mancini
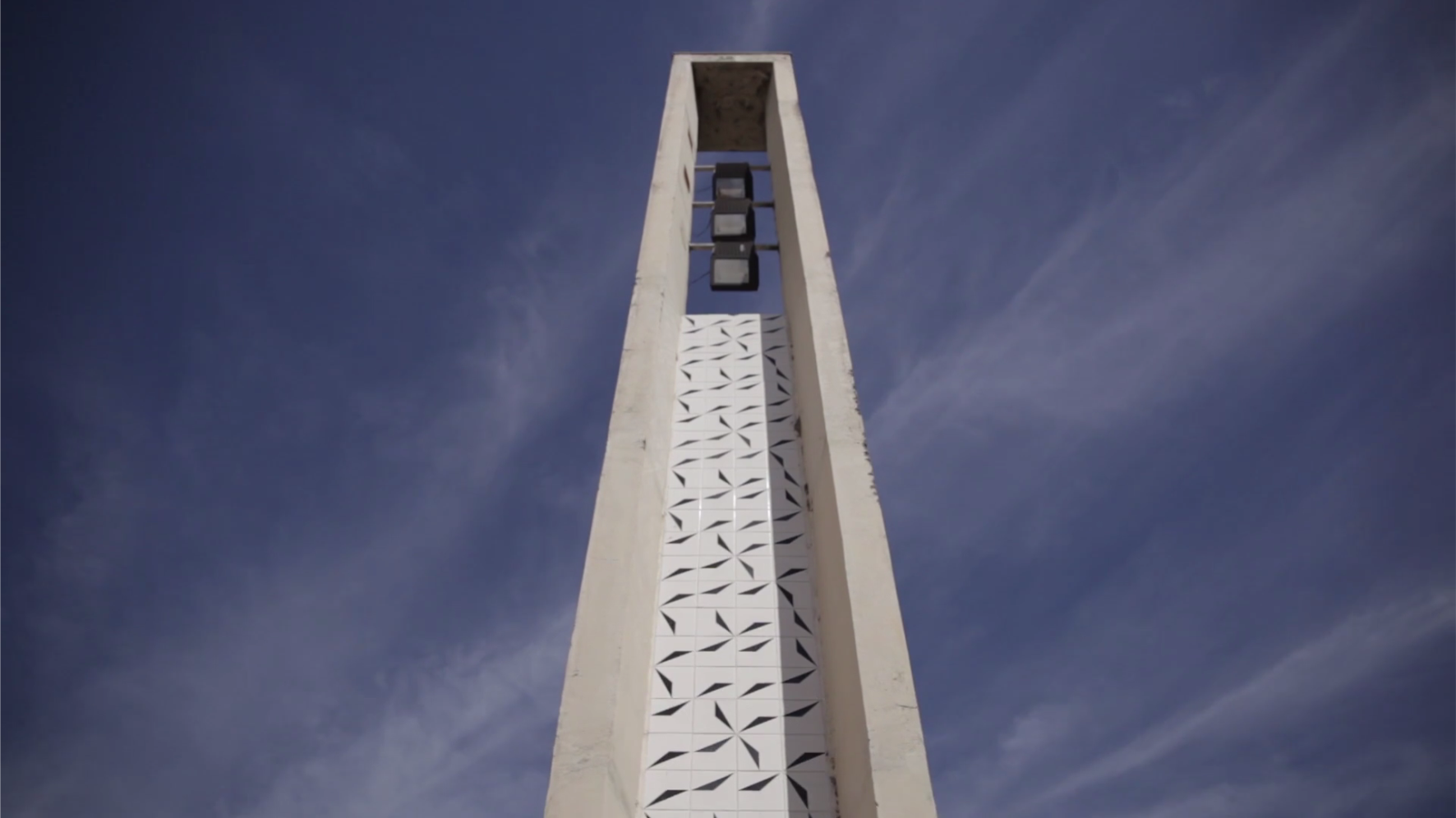
Painel de azulejos de Alexandre Mancini na Praça da Pampulha
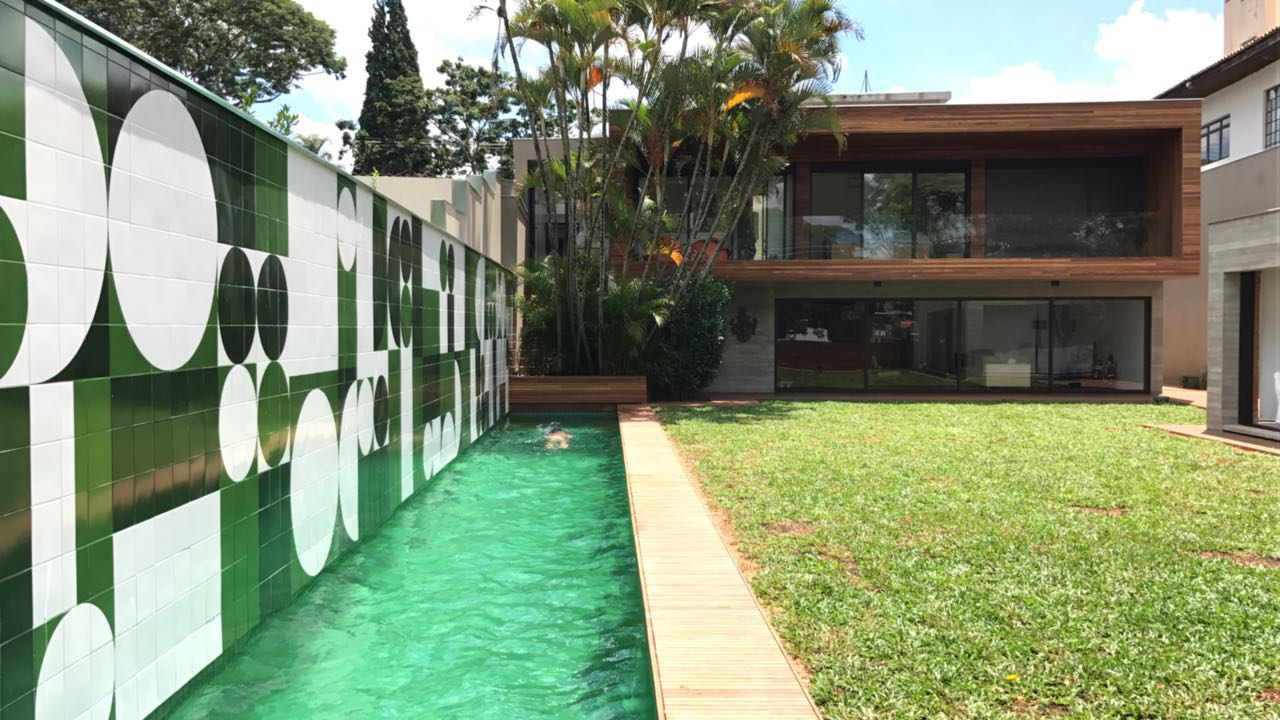
Painel de azulejos de Alexandre Mancini em São Paulo - SP
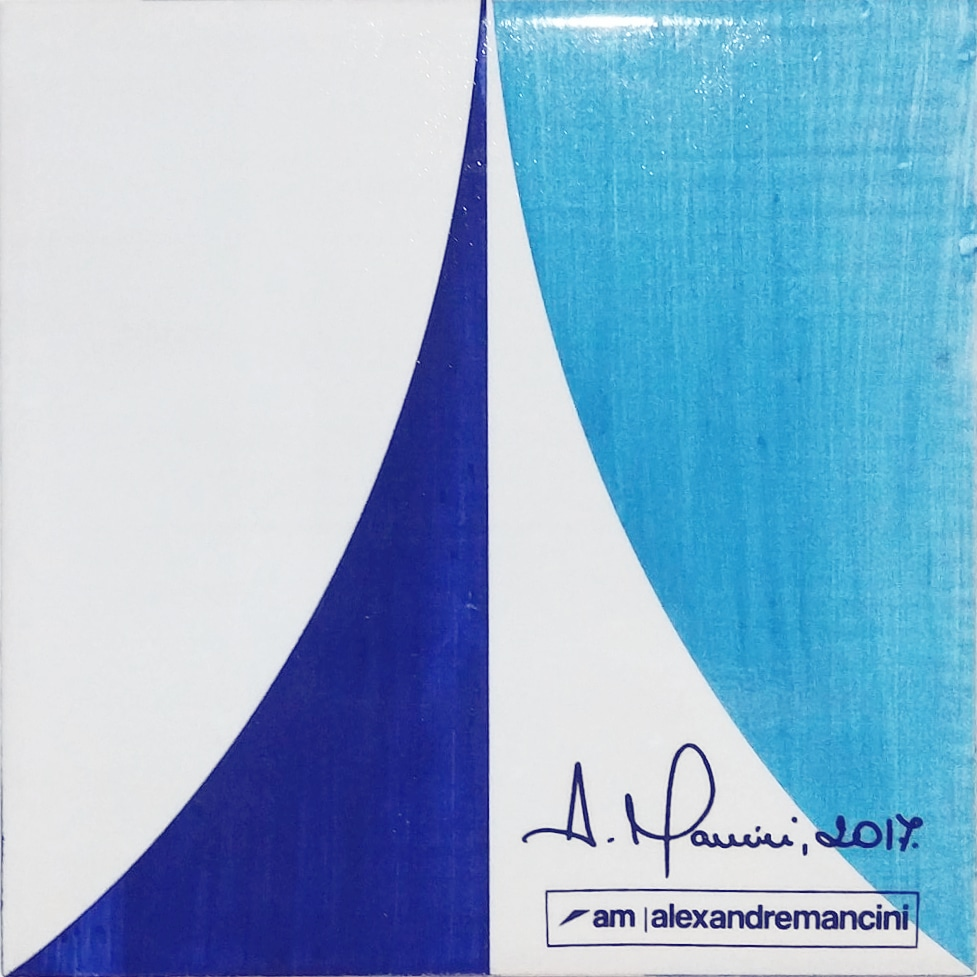
Azulejo assinado por Alexandre Mancini